# Roy Glauber
Roy Jay Glauber (ur. 1 września 1925 w Nowym Jorku, zm. 26 grudnia 2018 w Newton w stanie Massachusetts) – amerykański fizyk, profesor fizyki na Uniwersytecie Harvarda w Cambridge. W 2005 roku został uhonorowany Nagrodą Nobla w dziedzinie fizyki za wkład w kwantową teorię koherencji optycznej. Nagrodzone badania opublikowane zostały w 1963 roku. Drugą połowę nagrody pieniężnej dostali do podziału John L. Hall i Theodor Hänsch.

## Życiorys
Urodził się 1 września 1925 roku w Nowym Jorku. Wychował się w Nowym Jorku, w północnej części Manhattanu. Chodził do słynnego liceum, które wykształciło wielu wybitnych badaczy. Po jego skończeniu w 1941 roku zamiast do college’u trafił pod naukową opiekę najlepszych fizyków świata, którzy pracowali przy dotyczącym budowy amerykańskiej bomby atomowej Projekcie Manhattan. Doktorat na Uniwersytecie Harvarda zrobił w wieku zaledwie 24 lat. Podstawy optyki kwantowej, za które dostał nagrodę Nobla, opracował, kiedy miał 38 lat.   
Był profesorem na Uniwersytecie Harvarda w Massachusetts. Jego wykłady cieszyły się ogromną popularnością. Były student Glaubera zadedykował mu nawet swoją stronę internetową, nazywając jednym z najlepszych nauczycieli. Słynący z talentu popularyzatorskiego uczony był m.in. autorem pogadanek o fizyce w amerykańskiej telewizji. Jednak pytany, czy czuje się niedoceniony, narzekał, że po pięćdziesiątce każdy tak się czuje.